# Cross Hill
Cross Hill és una població dels Estats Units a l'estat de Carolina del Sud. Segons el cens del 2000 tenia 601 habitants.

## Demografia
Segons el cens del 2000, Cross Hill tenia 601 habitants, 224 habitatges i 165 famílies. La densitat de població era de 75,1 habitants/km².
Dels 224 habitatges en un 36,2% hi vivien nens de menys de 18 anys, en un 41,1% hi vivien parelles casades, en un 24,1% dones solteres, i en un 26,3% no eren unitats familiars. En el 23,2% dels habitatges hi vivien persones soles el 8,9% de les quals corresponia a persones de 65 anys o més que vivien soles. El nombre mitjà de persones vivint en cada habitatge era de 2,68 i el nombre mitjà de persones que vivien en cada família era de 3,16.
Per edats la població es repartia de la següent manera: un 29% tenia menys de 18 anys, un 8,2% entre 18 i 24, un 29,5% entre 25 i 44, un 23,1% de 45 a 60 i un 10,3% 65 anys o més.
L'edat mediana era de 35 anys. Per cada 100 dones de 18 o més anys hi havia 92,3 homes.
La renda mediana per habitatge era de 28.083 $ i la renda mediana per família de 32.500 $. Els homes tenien una renda mediana de 25.288 $ mentre que les dones 18.846 $. La renda per capita de la població era de 12.688 $. Entorn del 16% de les famílies i el 19,8% de la població estaven per davall del llindar de pobresa.

## Poblacions més properes
El següent diagrama mostra les poblacions més properes.